# کارمن (ترانه)
«کارمن» (به انگلیسی: Carmen) ترانه‌ای از خواننده و ترانه‌سرای اهل ایالات متحده آمریکا لانا دل ری از دومین آلبوم استودیویی او زاده‌شده برای مردن است که در ۲۶ ژانویه ۲۰۱۲ منتشر شد.